# Nihrijai csata
A nihrijai csata a Hettita Birodalom egyik sorsfordító ütközete, tulajdonképpen az első olyan katonai vereség, amely az állam szétesésének köszönhető, és amely a további gyengülést elkerülhetetlenné tette. Egyben Asszíria részéről a Mitanni elfoglalását követő legfontosabb lépés, a nyugati hettita fenyegetés felszámolása.
Az ütközetről közvetlen forrással nem rendelkezünk. A legfontosabb szöveg az RS34,165 számú tábla, amelyet egy ugariti uralkodónak (valószínűleg VI. Ibiranu) írt egy asszír király (talán I. Tukulti-Ninurta). Ebben az asszír király leírja a III. Tudhalijasszal kitört konfliktusát. Egyes értelmezések szerint a nihrijai csata Tudhalijasz és I. Sulmánu-asarídu között zajlott le, Tukulti-Ninurta csak beszámol róla. Fontos dokumentumok beszélnek még a csatáról a Kirkúkból előkerült táblákon, valamint az asszír évkönyvek is megemlítik.

## A csata előzményei
III. Murszilisz idején Hattuszasz a belső problémák miatt nem tudott az utolsó hurri királynak, Vaszasattának segítséget nyújtani az asszírok ellen, így I. Adad-nirári Asszíria tartományává tette Mitannit. III. Hattuszilisz nem sokkal később feltétel nélkül elismerte Asszíria jogát az akkor már (újra) Hanigalbatnak nevezett nyugat-mezopotámiai területre. Az eseményekből úgy tűnik, Asszíria ekkor nem törekedett további nyugati hódításokra, ezért nem került sor újabb hettita–asszír konfliktusra.

## Asszír–hettita háború
III. Tudhalijasz államát valamelyik kisebb hűbéres fejedelemség, talán Iszuva részéről érte támadás, vagy felkelés tört ki valahol. Tudhalijasz ezt annak tudta be, hogy az asszírok lázítottak, ezért goromba hangnemű levélben egyszerűen hadat üzent Asszíriának. Tukulti-Ninurta tagadta a vádakat, ennek ellenére nem elképzelhetetlen abban a korban ilyen tevékenység, ráadásul hadserege is felkészülten várta a hettita támadást. Tudhalijasz egyszerre három levelet küldött Asszíriába, ebből kettő volt a hadüzenet, egy pedig rögtön békeajánlat. Ez utóbbiban csak néhány Assurba menekült hettita vazallus kiadását kérte, ami a hadüzenet „komolytalanságára” utal. Az asszírok azonban a hadüzenetet választották, így a hettita király blöffje nem sikerült.
A hettiták kezdeményeztek, és bevonultak Nihrija területére. E térség a hagyományos értelmezésben ismeretlen helyen terült el, valahol az Eufrátesz nagy kanyarjának vidékén, a folyamtól keletre, a Kargamis és Halpa közti szakaszon. Ennek a feltevésnek az alapja a Hatti és Asszíria közötti legegyszerűbb útvonal és Mitanni területe. Azonban a település neve gyakorlatilag azonos az asszír Na’iri névvel, ami akár dél-urartui területre is utalhat a Tigris felső szakaszától kissé északra.
Többmenetes követjárás következett, amelyben Tukulti-Ninurta hajlandónak látszott a békekötésre, végül a szerződés ratifikálását Tudhalijasz utasította el. Az RS34,165 innen töredékessé válik, de az elkerülhetetlenné váló csata végeredménye kiolvasható: a hettiták vereséget szenvedtek. A vereségben nagy szerepet játszhatott egy hettita áruló, aki tájékoztatta Tukulti-Ninurtát a hettita sereg közeledéséről. Tudhalijasz visszább vonult, de még mindig az Eufrátesztől keletre tartózkodott, Alatarma városban. Több ütközetről nincs hír, csak arról, hogy ekkor több vazallus hagyta el Tudhalijasz seregét.

## Következmény
Tudhalijasz veresége valószínűleg okot és lehetőséget adott Kuruntijasz lázadására, és mindenképpen aláásta az uralkodói tekintélyt. Ettől kezdve Asszíria nyugaton útját állta minden hettita törekvésnek, és talán még kereskedelmi blokádot is alkalmazott, amit a Hattiban kitörő éhínségek igazolhatnak. Az éhínségek az állam belső széttagolódásának is következményei. Az asszír források szerint 28 800 foglyot ejtettek a csatában, ami a hettita (királyi) haderő jelentős gyengülését okozhatta. Hatti gyengülése lehetőséget adott Asszíriának arra, hogy immár teljes erejével a kasszita Babilon (Karadúnias) ellen forduljon.
A hettita állam ettől kezdve folyamatosan hanyatlott, és néhány évtized múltán a tengeri népek végleg megsemmisítették.

## Külső hivatkozások
- Hittites.info
- Trevor Bryce:Örök szerződés hettita szemszögből
- Itamar Singer: A nihrijai csata és a hettita állam vége[halott link]
- Válogatott kirkúki dokumentumok